# 스탬퍼드 브리지
스탬퍼드 브리지(영어: Stamford Bridge)는 잉글랜드의 축구 경기장으로 런던의 풀럼에 있고, 현재 첼시 FC의 홈구장으로 사용되고 있다. 구장의 별칭인 "The Bridge"는 클럽 서포터의 명칭 중 하나이기도 하다. 41,663 명을 수용할 수 있으며 프리미어리그 내에서 여덟 번째로 큰 경기장이다.
스탬퍼드 브리지의 최대 관중 기록은 1935년 10월 12일에 펼쳐졌던 아스널과의 경기로 82,905명이 입장하였다. 첼시의 국내 경기만 포함했을 경우의 기록이며, 실제로 스탬퍼드 브리지에서는 100,000 명이 넘는 관중 수가 입장했던 많은 스포츠 경기가 있었다. 이때의 관중 수는 입석도 포함되어 있지만 좌석만 허용하는 현재의 경기장과는 큰 차이를 보이고 있다.

## 역사
스탬퍼드 브리지는 1877년에 열었다. 그 당시 스탬퍼드 브리지에는 육상트랙이 있었고, 운동장은 트랙 가운데 위치했다. 이 트랙 때문에 관중은 운동장에서 멀리 떨어진 곳에서 경기를 관람하게 되었다.
처음 개장 당시, 스탬퍼드 브리지는 공식적으로 10만 명의 관중이 들어갈 수 있었다. 이는 1895년부터 제1차 세계 대전 전인 1914년까지 FA컵 결승전이 열렸던 크리스털 팰리스의 내셔널 스포츠 센터(National Sports Center)에 이어 잉글랜드에서 두 번째에 해당하는 수치였다. 제1차 세계 대전이 끝나고 1920년부터 1922년까지 3년 동안 잉글랜드의 FA컵 결승전이 이 경기장에서 열렸다. 1923년부터는 웸블리 스타디움에서 결승전이 열리게 되었다.
1930년에 남쪽 부분을 확장하여 관중의 수가 늘어나게 되었다. 이 부분은 후에 "더 셰드"(The Shed)라고 불렸는데, 1994년에 테라스가 철거되고 전 좌석 관람석으로 바뀔 때까지 가장 시끄럽고, 응원하기 어려운 관중석이었다. 1939년에는 작은 2층 형태의 좌석형 관중석을 포함한 북쪽 스탠드가 세워졌다.
1964년부터 1965년까지 좌석형 관중석인 웨스트 스탠드가 건설되어 서쪽 편에 존재하던 테라스형 관중석을 대체하게 되었다. 이 서쪽 스탠드는 [998년에 철거되고 현재의 웨스트 스탠드가 되었다. 1973년에는 이스트 스탠드가 만들어졌다. 이스트 스탠드는 많은 부분이 현대화되긴 하였지만 현재까지 남아 있는 관중석이다.

## 같이 보기
- 첼시 FC